# Dante's Inferno (jogo eletrônico)
Dante's Inferno é um jogo eletrônico do gênero hack and slash, também se assemelhando ao subgênero soulslike. O jogo foi desenvolvido pela Visceral Games e publicado pela Electronic Arts para Xbox 360 e PlayStation 3. Em Julho de 2018, ele foi anunciado pela Microsoft e pela EA como um jogo retrocompatível para Xbox One. O enredo do jogo gira em torno do Inferno de Dante Alighieri na Divina Comédia e compartilha muitas semelhanças com o poema épico.

## Enredo
Dante é um guerreiro das Cruzadas (uma adaptação do original) que acaba sendo atingido mortalmente durante uma batalha. Ele então se encontra com a própria Morte, que tenta "buscá-lo", entretanto, Dante consegue destruí-la e toma sua foice.
Ele segue sua jornada em busca de sua amada Beatrice, e é revelado que ela foi sequestrada e se encontra no Inferno. Assim, ele parte para reivindicar a alma de sua amada das mãos de Lúcifer.
Então, o guerreiro consegue abrir os Portões do Inferno e adentrá-lo, e se encontra com Virgil, um poeta latino que promete orientá-lo durante sua jornada. Enquanto atravessa os círculos do inferno e enfrenta monstros, muitos deles adaptações do livro o qual serviu de inspiração do jogo, para no fim acabar tendo que confrontar seus pais e o pecado que eles cometeram.
Eventualmente, Beatrice revela que ela decidiu se aliar a Lúcifer por vontade própria, mas Dante consegue convencê-la a se purificar novamente. Por fim, Dante enfrenta o próprio Diabo, que revela que iria usar a alma pura de Beatrice para adentrar o Paraíso e conquistá-lo, mas Dante consegue enfrentá-lo e derrotá-lo.
Antes de dar o golpe final, o Diabo lembra a Dante que ele foi morto durante suas batalhas no mundo dos vivos, e que ele não poderá escapar do Inferno. Dante, então, clama pela ajuda das almas que ele ajudou durante sua jornada, e seus pecados são perdoados. O jogo termina com Dante no Paraíso, dizendo "Eu não estou vivo, e eu não estou morto", pois apesar de ter sido ferido mortalmente, a Morte em si não pôde encaminhá-lo a seu destino.

## Jogabilidade
A jogabilidade do jogo consiste em combates contra ondas de inimigos utilizando basicamente de duas armas: a Foice e a Cruz. A Foice da Morte é uma arma "física" que serve para combates diretos e a curta-distância, já a Cruz realiza ataques mágicos a longa distância.
A combinação dos ataques destas duas armas é o modelo-base da mecânica do jogo. E através de uma árvore de habilidades, o jogador é capaz de evoluir a Cruz e a Foice coletando pontos específicos para cada. Ao absolver almas o jogador ganha pontos especificamente para evoluir a Cruz, e ao condenar almas, ganha especificamente para a Foice. Tais almas podem ser encontradas ao longo de todo o jogo, inertes, com somente uma descrição de seus pecados e a possibilidade do jogador de ajudá-las ou destruí-las.

Além dessas armas principais, o jogador pode coletar equipamentos secundários durante as fases, estes complementam as habilidades do personagem durante os combates.